# Gynostemma compressum
Gynostemma compressum là một loài thực vật có hoa trong họ Cucurbitaceae. Loài này được X.X.Chen & D.R.Liang mô tả khoa học đầu tiên năm 1991.